# Головна діагональ
Головна діагональ квадратної матриці — діагональ, що проходить через лівий верхній кут, простягається у напрямку правого нижнього кута. Наприклад, у наведених нижче матрицях елементи головної діагоналі рівні одиниці:
{\displaystyle {\begin{bmatrix}\color {red}{1}&0&0\\0&\color {red}{1}&0\\0&0&\color {red}{1}\end{bmatrix}}\qquad {\begin{bmatrix}\color {red}{1}&0&0&0\\0&\color {red}{1}&0&0\\0&0&\color {red}{1}&0\end{bmatrix}}\qquad {\begin{bmatrix}\color {red}{1}&0&0\\0&\color {red}{1}&0\\0&0&\color {red}{1}\\0&0&0\end{bmatrix}}\qquad {\begin{bmatrix}\color {red}{1}&0&0&0\\0&\color {red}{1}&0&0\\0&0&\color {red}{1}&0\\0&0&0&\color {red}{1}\end{bmatrix}}\qquad }
Квадратну матрицю, елементи якої поза головною діагоналлю рівні нулю, називають діагональною.
Сума елементів головної діагоналі матриці називається слідом матриці.